# George Stephenson
George Stephenson (9. června 1781, Wylam poblíž Newcastle upon Tyne – 12. srpna 1848) byl britský technik a mechanik, průkopník železniční dopravy. V roce 1814 předvedl úspěšně parní lokomotivu. Projektoval první veřejnou železniční trať pro dopravu osob na světě mezi britskými městy Stockton-on-Tees a Darlington (osazena parním strojem Locomotion), která byla uvedena do provozu v roce 1825.

## Život

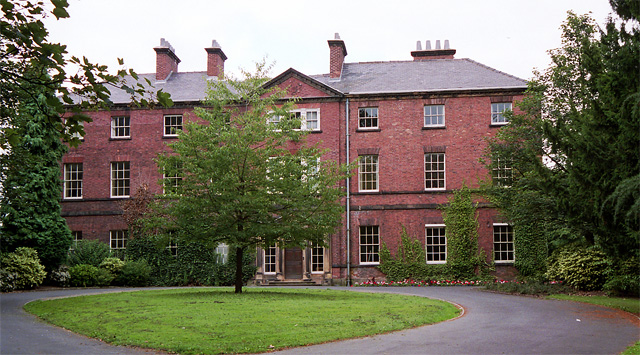
Stephensonův dům Tapton House

Narodil se jako druhé dítě negramotných rodičů Roberta a Mabel Stephensonových v hornické vesnici Wylam v Northumberlandu. Otec pracoval jako topič u parního čerpadla na dole za nízkou mzdu, která mu neumožňovala poskytnout svým dětem vzdělání. George nechodil do školy a už jako dítě si vydělával tak, že odháněl bičem krávy z kolejí místní koňské dráhy.  V 17 letech se stal strojníkem v dolech v blízkém Newburnu a začal navštěvovat večerní školu. V roce 1802 se oženil a přestěhoval se do Willington Quay‎‎, východně od Newcastlu. Jejich první dítě ‎‎Robert‎‎ se narodil v roce 1803 a o rok později se přestěhovali do Dial Cottage ve ‎‎West Moor‎‎, poblíž ‎‎Killingworthu, kde George pracoval jako brzdař v dole. V roce 1805 se jim narodila dcera Frances, která však po třech týdnech zemřela. ‎V roce 1806 zemřela Stephensonova manželka na tuberkulózu. S péčí o syna mu pomáhala svobodná sestra Eleanor. Musel se také starat o otce, který oslepl při důlním neštěstí.

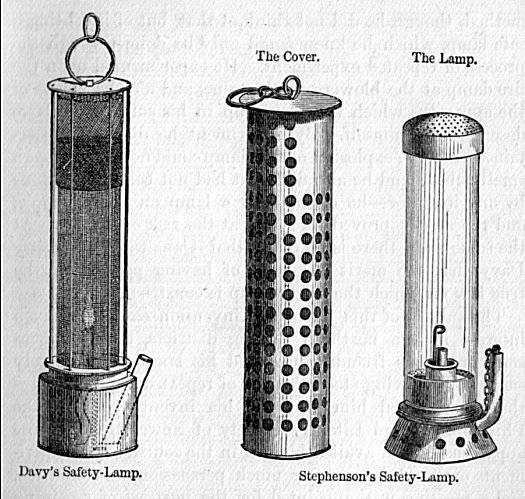
Stephensonovy a Davyho bezpečnostní lampy

V zaměstnání se Stephenson projevil jako zručný mechanik, když pomohl opravit porouchaný čerpací motor a ještě se mu ho podařilo vylepšit. V roce 1812 byl jmenován hlavním strojmistrem dolů v Killingworthu a stal se odborníkem na parní stroje. V roce 1815 navrhl ‎‎bezpečnostní lampu‎‎, která by hořela v plynné atmosféře, aniž by způsobila explozi. Ve stejné době představil podobnou lampu vědec Humphry Davy, který Stephensona obvinil z krádeže nápadu. Tvrdil, že Stephenson nemá dostatečné vzdělání, aby sám vymyslel takové zařízení. Spor o autorství vyvolal značný rozruch a teprve v roce 1833 výbor ‎‎Dolní sněmovny‎‎ potvrdil, že oba pracovali nezávisle a mají na vynález stejný nárok. Stephensonova lampa, která se stala známou jako lampa Geordie, byla používána téměř výhradně v ‎‎severovýchodní Anglii‎‎, zatímco Davyho lampa byla používána všude jinde.
V roce 1814 Stephenson sestavil svou první parní lokomotivu určenou pro přepravu uhlí v Killingworthském dole. Dal jí jméno Blücher po pruském generálovi, který rychlým pochodem podpořil anglickou armádu a podílel se na jejím vítězství nad Napoleonem u Waterloo. Jeho lokomotiva tehdy byla schopna utáhnout až 30 vozů s nákladem o 90 tunách rychlostí 19 km/h. Pokračoval ve vývoji dalších a technicky dokonalejších strojů. Současně vylepšoval konstrukci kolejnic a řešil problémy železničního stavitelství. Litinové kolejnice, které praskaly, nahradil kolejnicemi kovanými a na železniční trať začal pokládat pražce. V roce 1822 byla v Hettonu v hrabství Durham podle jeho návrhu otevřena 12 km dlouhá soukromá důlní dráha, která byla jako první projektována bez využití zvířecí síly.
Doplňoval si i teoretické vědomosti z oboru strojírenství a staveb. Svého syna Roberta poslal studovat na univerzitu a ten svému otci předával své poznámky z přednášek. Ze syna se stal výborný stavitel mostů a mohl tak spolupracovat s otcem na jeho stavbách. Společně v roce 1823 založili továrnu na výrobu lokomotiv v Newcastlu s názvem ‎‎Robert Stephenson and Company.
Poté, co parlament v roce 1821 schválil zákon umožňující výstavbu Stocktonské a Darlingtonské železnice, začal Stephenson pracovat na její realizaci. Trať dlouhá 40 km spojující města Stockton a Darlington v hrabství Durham musela pomocí mostů překonat řeky Gaunless a Skerne. V Stephensonově továrně byla vyrobena parní lokomotiva Active, která byla určena pro zkušební jízdu na nové trati. Lokomotiva (již pod názvem Lokomotiva 1), která táhla celkem dvanáct nákladních vozů a také salonní vůz Experiment, vyjela na trať 27. září 1825. Vlak s celkem 450 pasažéry sledovaly podél trati tisíce lidí.

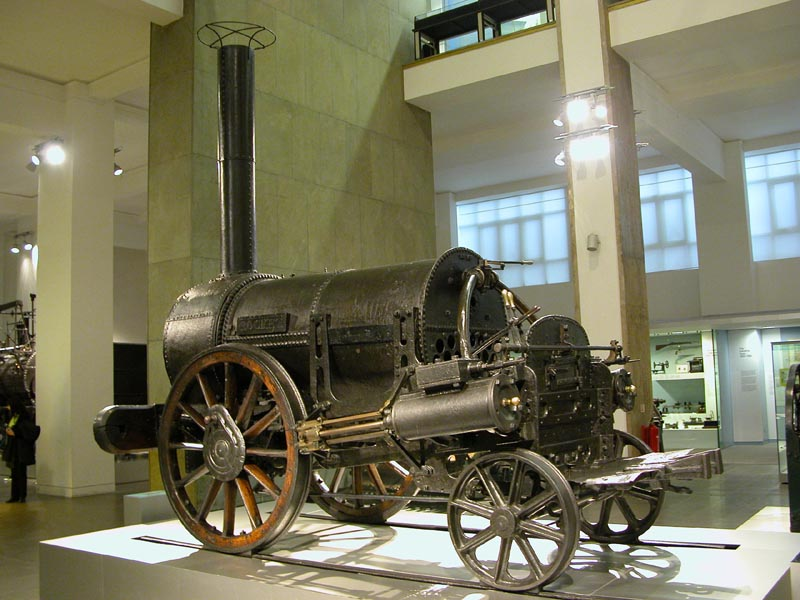
Stephensonova lokomotiva Rocket

Lokomotivy vyvážela Stephensonova firma do celé Evropy. V říjnu 1829 se synem Robertem a lokomotivou nazvanou Raketa (Rocket) vyhrál závod lokomotiv. Rocket se stala předobrazem lokomotiv na více než jedno století, jezdila rychlostí - 19,2 km/h. Dosahovala maximální rychlosti 46 km/h.
Stephenson se podílel i na jiných významných železnicích světa (např. Londýn – Birmingham nebo Liverpool - Manchester). Převzal a prosazoval rozchod koleje 1422 mm, který byl po zvýšení na 1435 mm uzákoněn v Anglii jako jednotný a je dnes celosvětově nejrozšířenějším rozchodem.
Ve 30. letech začaly být železnice podle Stephensonova vzoru stavěny v USA, Francii, Belgii a také v Německu. První železnice v Rakouském císařství zahájila provoz 7. června 1839 mezi Vídní a Brnem.
V letech 1830–1838 Stephenson žil ve vesnici Alton, kam se původně přestěhoval, aby projektoval navrhovanou železnici ze Swanningtonu do Leicesteru. Zakoupil tam uhelný důl a úspěšně se prosadil dodávkami uhlí po železnici do Leicesteru. Od roku 1838 byl jeho domovem Tapton House‎‎ v ‎‎Taptonu‎‎, ‎‎Chesterfield‎‎. V následujících letech působil jako poradce pro stavbu železničních tratí na mnoha místech. Po roce 1847 své aktivity související s železnicí omezil a dohlížel na své investice v těžbě uhlí v hrabství Derby.
V roce 1845 zemřela jeho druhá manželka a v lednu 1848 se oženil potřetí. Sedm měsíců po svatbě Stephenson dostal zánět ‎‎pohrudnice‎‎ a zemřel ve věku 67 let v poledne 12. srpna 1848 v ‎‎Tapton House. Byl pohřben v ‎‎kostele Nejsvětější Trojice v Chesterfieldu‎‎ spolu se svou druhou ženou. ‎